# Stowarzyszenie Zborów Chrześcijan w RP
Stowarzyszenie Zborów Chrześcijan w Rzeczypospolitej Polskiej – chrześcijańskie wyznanie protestanckie o charakterze ewangelikalnym i fundamentalnym, należące do konserwatywnego nurtu braci plymuckich – tzw. braci zamkniętych. Wcześniej funkcjonowało pod nazwą „Zbór Chrześcijan bez Osobliwego Wyznania”.

## Historia
Stowarzyszenie Zborów Chrześcijan jest częścią nurtu braci zamkniętych, którego organizatorem był John Nelson Darby. Został on utworzony w 1845, kiedy Darby po przybyciu do Plymouth zauważył różnice charakteryzujące działającą tam wspólnotę braci plymuckich w stosunku do jego poglądów, dotyczących m.in. nauki na temat Kościoła, służby oraz usprawiedliwienia, w związku z czym postanowił o odłączeniu się od nich razem z osobami podzielającymi jego naukę. Zapoczątkowana przez niego gałąź braci plymuckich otrzymała z biegiem czasu miano „braci zamkniętych” (także „ścisłych” bądź „ekskluzywnych”) z racji na oddzielenie się od macierzystej wspólnoty i praktykowanie przez nich separatyzmu religijnego, co stało w opozycji do braci plymuckich („braci otwartych”) utrzymujących kontakty z wierzącymi innych denominacji uznających nowe narodzenie.
Na ziemiach polskich nurt braci zamkniętych zaczął być obecny końcem XIX wieku, kiedy poglądy te rozpoczęły przyjmować zamieszkałe tu osoby narodowości niemieckiej, będące dotychczas ewangelikami. Polskojęzyczny zbór braci zamkniętych powstał przed I wojną światową w Warszawie i został założony przez niewielką grupę osób jako „Zrzeszenie Zwolenników Nauki Pierwotnych Chrześcijan”. Po zakończeniu wojny jego członkami stało się dwóch byłych księży katolickich: Wacław Żebrowski (uprzednio duchowny mariawicki, a wcześniej rzymskokatolicki) oraz Stefan Bortkiewicz. Doszło wówczas do uaktywnienia się działalności wspólnoty, która rozpoczęła pozyskiwanie kolejnych nowych członków. Kolejnym dawnym księdzem rzymskokatolickim, który wstąpił do grupy był Antoni Przeorski, który rozpoczął następnie wydawanie czasopisma braci zamkniętych „Chrześcijanin”. Działalność Stefana Bortkiewicza we wspólnocie była krótkotrwała, przeszedł on następnie do Kościoła Metodystycznego i zaangażował się w działalność misyjną tego wyznania. Po nim grupę opuścili kolejni bardziej aktywni członkowie, a w związku z brakiem środków finansowych wydawanie czasopisma „Chrześcijanin” zostało zakończone. 
Do Zrzeszenia Zwolenników Nauki Pierwotnych Chrześcijan przyłączały się kolejne grupy, w konsekwencji czego przekształcone zostało ono w luźną federację placówek, która zrzeszała około 200 wiernych w Czeladzi, Jaworzu, Krakowie, Królewskiej Hucie, Lublinie, Nowym Sączu, Oświęcimiu, Piotrkowie, Tarnowie i Warszawie-Pradze. Do lat 30. XX wieku powstały również zbory m.in. w Cieszynie, Gliwicach, Katowicach, Orzeszu i Świętochłowicach. Wywodziły się one zarówno z ugrupowania braci zamkniętych, jak i braci otwartych. Nabożeństwa prowadzone były głównie w mieszkaniach prywatnych. Własną siedzibę posiadał jedynie zbór w Warszawie, jednak z powodów finansowych wynajmował ten lokal Misji Barbikańskiej wśród Żydów, prowadząc w nim nabożeństwa jedynie w wypadku jego niewykorzystywania przez Misję.
Zrzeszenie Zwolenników Nauki Pierwotnych Chrześcijan po zakończeniu II wojny światowej jako wspólna organizacja braci zamkniętych i braci otwartych funkcjonowało krótkotrwale. W dniach 24–27 maja 1945 z inicjatywy Kościoła Chrześcijan Baptystów w Warszawie zostało zorganizowane spotkanie wspólnot ewangelikalnych, w którym udział wzięli m.in. przedstawiciele braci zamkniętych i braci otwartych. Zdecydowano wówczas o włączeniu się w struktury Polskiego Kościoła Ewangelicznych Chrześcijan Baptystów wraz z członkami Zjednoczenia Kościołów Chrystusowych i Związku Ewangelicznych Chrześcijan. Wszystkie ugrupowania nie-baptystyczne wystąpiły z niego jednak 1947, co spowodowane było wewnętrznymi nieporozumieniami z baptystami. 3 maja 1947 został utworzony Związek Wolnych Chrześcijan, grupujący braci zamkniętych i otwartych, natomiast już 24 maja 1947 zbory braci otwartych stały się częścią Zjednoczonego Kościoła Ewangelicznego w PRL.
Zbory braci zamkniętych rozpoczęły funkcjonowanie poza oficjalną rejestracją. Tworzyło je w sumie około kilkudziesięciu wiernych i nie prowadziły one żadnej aktywności poza swoją wspólnotą. Główny zbór mieścił się w Orzeszu, został on zarejestrowany w 1956 jako „Zbór Chrześcijan bez Osobliwego Wyznania”. Dopiero początkiem lat 80. XX wieku Urząd do Spraw Wyznań zwrócił uwagę na zakładane przez braci zamkniętych nowe zbory, w związku z czym rozpoczął on prowadzenie działań w celu zarejestrowania ich wspólnot w jeden oficjalny związek wyznaniowy i tym samym objęcia ich swoją kontrolą. Stało się to 17 lipca 1984, kiedy dokonano rejestracji jako „Stowarzyszenie Zborów Chrześcijan w Polskiej Rzeczypospolitej Ludowej”, które utworzyło sześć zborów braci zamkniętych działających do tej pory samodzielnie. Na skutek tego każda ich działalność musiała być zgłaszana Urzędowi do Spraw Wyznań.

## Charakterystyka i doktryna
Stowarzyszenie zrzesza niezależne od siebie zbory na zasadzie porozumienia, każda ze wspólnot wchodzących w jego skład stanowi autonomiczną jednostkę. Nie jest uznawana żadna władza religijna.
Podstawę wiary zborów zrzeszonych w ramach Stowarzyszenia stanowi Biblia. Wierni oczekują powtórnego przyjścia Jezusa oraz uznają swoje wyznanie za żywy i widzialny Kościół Chrystusa na Ziemi. Zbory przyjmują dwa sakramenty, do których należy chrzest oraz Wieczerza Pańska. Nowi członkowie są włączani do wspólnot po spełnieniu wymagań sprecyzowanych w statucie Stowarzyszenia na mocy jednomyślnej decyzji Ogólnego Zebrania Członków.
Wyznanie charakteryzuje się zamkniętością i ekskluzywizmem. Utrzymuje stanowisko separatystyczne nawet w stosunku do innych wyznań przyjmujących nowonarodzenie, co odróżnia je od innych wspólnot ewangelikalnych. Udział w prowadzonej przez siebie Wieczerzy Pańskiej ogranicza jedynie do członków własnych zborów. We wspólnych modlitwach prowadzonych przez wspólnoty zrzeszone w Stowarzyszeniu udział biorą jedynie mężczyźni. Podczas nabożeństw odczytywany jest tekst biblijny, który jest następnie komentowany przez czytającego, jak również przez pozostałych zgromadzonych przy nim mężczyzn. Następnie po zakończeniu omawiania fragmentu Pisma Świętego następuje podanie pieśni w celu jej zaśpiewania przez wszystkich zgromadzonych wiernych, bądź jedna z obecnych osób proponuje modlitwę, w której uczestniczą jedynie mężczyźni, którzy modlą się indywidualnie po kolei, podczas gdy pozostali im towarzyszą.
Prowadzona jest działalność ewangelizacyjna, a jednym z jej elementów jest wydawany przez Stowarzyszenie kalendarz „Dobry Zasiew” z rozważaniami biblijnymi, wierszami i świadectwami. Organizowane są ponadto obozy wypoczynkowe dla dzieci i młodzieży.

## Statystyki

### Dane według statystycznych ankiet wyznaniowych
| Rok  | Liczba wiernych | Liczba zborów | Liczba domów modlitwy |
| ---- | --------------- | ------------- | --------------------- |
| 1989 | 209             | 3             | 5                     |
| 1990 | 209             | 3             | 5                     |
| 1992 | 243             |               | 2                     |
| 1994 | 250             |               | 2                     |
| 1995 | 260             | 3             | 2                     |
| 1996 | 270             |               | 2                     |
| 1998 | 300             | 3             |                       |
| 2000 | 347             | 3             | 2                     |
| 2001 | 357             | 3             |                       |
| 2003 | 369             | 3             |                       |
| 2004 | 385             | 3             |                       |
| 2005 | 392             | 3             | 2                     |
| 2006 | 415             | 3             | 2                     |
| 2007 | 432             | 3             | 2                     |
| 2009 | 442             | 3             | 2                     |
| 2010 | 448             | 3             | 2                     |
| 2011 | 448             | 3             |                       |
| 2012 | 452             | 3             | 2                     |
| 2013 | 455             | 3             | 2                     |
| 2014 | 460             | 3             | 2                     |
| 2015 | 450             | 3             | 2                     |
| 2016 | 425             | 3             | 2                     |
| 2017 | 437             | 3             | 2                     |
| 2018 | 437             | 3             |                       |
| 2019 | 452             | 7             | 2                     |
| 2020 | 447             | 7             | 5                     |

### Dane według wyników spisów powszechnych
| Spis powszechny               | Liczba deklaracji |
| ----------------------------- | ----------------- |
| Narodowy Spis Powszechny 2011 | 100–199           |
| Narodowy Spis Powszechny 2021 | 120               |